# August Schläfer
August Schläfer (* 4. August 1902 in Iserlohn-Bremke; † 8. März 1967 in Karl-Marx-Stadt) war ein deutscher Professor und Gründungsrektor der Hochschule für Maschinenbau Karl-Marx-Stadt.

## Leben
August Schläfer war der Sohn eines Maurers. Von 1916 bis 1919 machte er eine Ausbildung zum Schlosser und Schmied in den Nickelwerken Iserlohn, wo er bis 1922 arbeitete. Gleichzeitig absolvierte er zahlreiche Fortbildungskurse zur Vorbereitung des Studiums. Von 1922 bis 1925 studierte er an der Ingenieurschule in Hildburghausen und beendete das Studium mit dem Doppelabschluss als Maschinen- und Elektroingenieur. Bis 1928 arbeitet er als Maschineningenieur in der Maschinenfabrik und Eisengießerei in Brackwede, von 1929 bis 1946 war er zuerst Betriebsingenieur, dann Betriebsoberingenieur und schließlich Betriebsleiter in der Maschinenfabrik Germania in Chemnitz. In den folgenden zwei Jahren war er technischer Direktor der Industrieverwaltung 10, Maschinenbau, in Chemnitz mit der Verantwortung für die Wiederinbetriebnahme der Maschinenbaubetriebe in Sachsen nach dem Zweiten Weltkrieg.
Bis 1952 war Schläfer als Hauptdirektor der Vereinigung der Volkseigenen Betriebe Werkzeugmaschinen und Werkzeuge – VVB WMW für die gesamte DDR tätig. Nachdem er 1953 Sonderbeauftragter des Ministeriums für Maschinenbau in der Volksrepublik China war, übernahm er im selben Jahr und bis 1957 die kommissarische Leitung des Instituts für Betriebswissenschaften mit der Verantwortung für den Neuaufbau der Hochschule für Maschinenbau Karl-Marx-Stadt. Am 1. Februar 1956 wurde ihm der akademische Titel des Professors verliehen, bis 1959 amtierte er als Rektor magnificus und Professor mit Lehrauftrag in Karl-Marx-Stadt, bis 1962 als Leiter des Instituts für Betriebswissenschaften. Bis zu seiner Emeritierung 1967 war Schläfer Lehrstuhlinhaber und bis 1966 Dekan der Fakultät für Technologie.
Seit 1946 war Schläfer Mitglied der Kammer der Technik und ab 1955 Erster Vorsitzender des Bezirksvorstandes Karl-Marx-Stadt, 1959 erhielt er den Vaterländischen Verdienstorden in Bronze, 1962 in Silber. Die letzte Ruhestätte Schläfers befindet sich auf dem Nikolaifriedhof in Chemnitz.